# Endre kyrka
 Endre kyrka är en kyrkobyggnad i Endre socken på Gotland. Den är församlingskyrka i Endre församling i Visby stift.

## Kyrkobyggnaden
Under början av 1200-talet blev det aktuellt att bygga om Endre romanska 1100-tals kyrka. Ombygget tog sin början med koret och sakristian. Omkring det kvarvarande tornet uppfördes slutligen långhuset ca 1300. Vid mitten av 1300-talet påbyggdes det nuvarande tornet till sin nuvarande höjd. I slutet av 1300-talet ersattes de då rundbågiga valvbågarna på långhusets västra sida med två spetsbågar, vilka vid en restaurering 1915-1916 ersattes med fyra spetsbågar.
Långhuset är försett med fyra tältvalv med kolonn i mitten. Kyrkans kor domineras förutom av altarskåpet främst  av tre färgsprakande glasfönster från 1200-talet med motiv: Jesu dop, Intåget i Jerusalem, Himmelsfärden och Kristus som världsdomare. Den flitigt verksamme Passionsmästaren försåg under 1400-talet långhusväggarna med en omfattande bildsvit ur bland annat Jesu lidandes historia.

## Gravstenar
- En gravsten med en korsprydd sköld och inskriften ANNO DOMINI M CD LXIII FERIA TERTIA POST FESTUM OMNIUM SANCTORIUM OBIIT MARGARETA ENDRAGARS ORATE PRO EA, från 1463
- En sönderslagen gravsten med ibevaraqd inskrift WS QVODAM DE Q --- CVIVS ANIMA --- QVICVMQVE HVC VENERIS ORARE MEMENTO ---, från 1300-talet
- En gravsten prydd med kalk och oblat samt texten "DOMINUS LAVRENCIUS PLEBANUS DE ENDRE" från 1300-talet.
- En gravsten med texten BOTLEKS LOTISWOL DOMINI IACOBI CARO PROL HIC IAM (?) AIMA POL GENITRIX ANIMAS DATO SOL DO IA OB AN DO m CCC XXXIII, från 1333.
- Gravsten prydd med kalk och oblat med texten Anno domini mcdlxix obiit dominus Laurentius butta orate pro eo, från 1469
- Gravsten med inskriften Her ligger Margrit v Raine Gudh nade hen sel, från 1400-talet.

Stenarna är alla nu utflyttade till kyrkogården.

## Inventarier
- Dopfunt från 1100-talet med medeltida lock.
- Triumfkrucifix från 1200-talet som har sin plats i triumfbågen.
- Altarskåpet är ett inhemskt arbete från 1300-talet.
- Predikstolen dateras till 1668.

- Ett processionskrucifix från senare hälften av 1100-talet i Bungemästarens skola finns numera på Gotlands fornsal
- En stol av svarvade pinnar från omkring 1200 finns numera på Gotlands fornsal
- Rester av flera medeltida bänkar från 1200-talet av ringsvarvade stavar med drakfigurer och manshuvuden har använts i senare inredning, större delen av dessa finns numera på Gotlands fornsal.
- En kollekttavla från slutet av 1200-talet finns numera på Gotlands fornsal.
- En Altarbrun i linne med brodyr i silver och silke, utförd cirka 1475-1525 skänktes från kyrkan 1882 till Visby högre allmänna läroverk varifrån det sedan deponerades på Gotlands fornsal.

En nattvardskalk i silver från 1400-talet med tillhörande paten; den försågs på 1700-talet med ny cuppa. En oblatdosa i försilvrad mässing, troligen inköpt 1707. En sockenbudskalk av tenn från slutet av 1700-talet. En vinkanna av tenn till sockenbudstyget. 
En 6-pipig ljuskrona i mässing med glasprismor från början av 1700-talet. En 32-pipig och fyra 20-pipiga mässingsljuskronor skänkta till kyrkan 1915. Ett par malmljusstakar troligen från 1756. Ett par mässingsljusstakar från slutet av 1600-talet.

## Orgel
- 1916 erhöll Endre kyrka sin orgel byggd av Olof Hammarberg, Göteborg, med 8 stämmor.
- Denna orgel ersattes av ett verk byggt 1976 av Andreas Thulesius, Klintehamn. Orgeln är mekanisk.

| Manual       | Pedal      | Koppel  |
| Borduna 16’  | Subbas 16' | Man/Ped |
| Principal 8’ | Gamba 8'   |         |
| Rörflöjt 8’  |            |         |
| Gamba 8’     |            |         |
| Octava 4'    |            |         |
| Octava 2’    |            |         |

## Bildgalleri

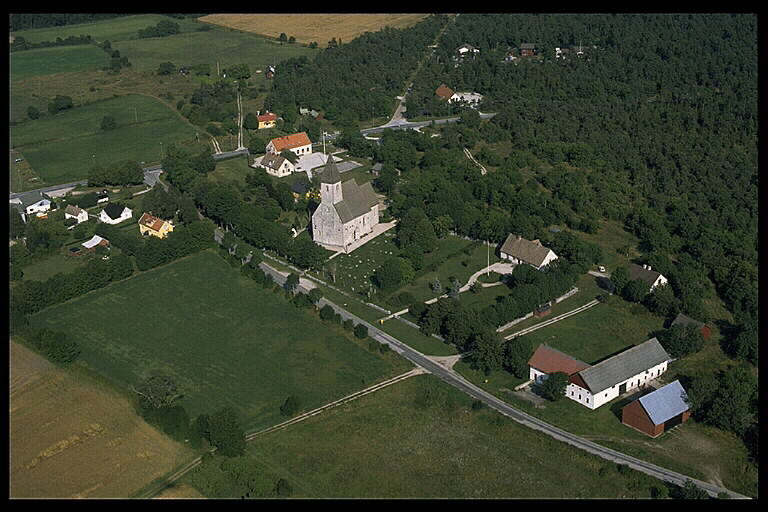
Kyrkan i landskapet
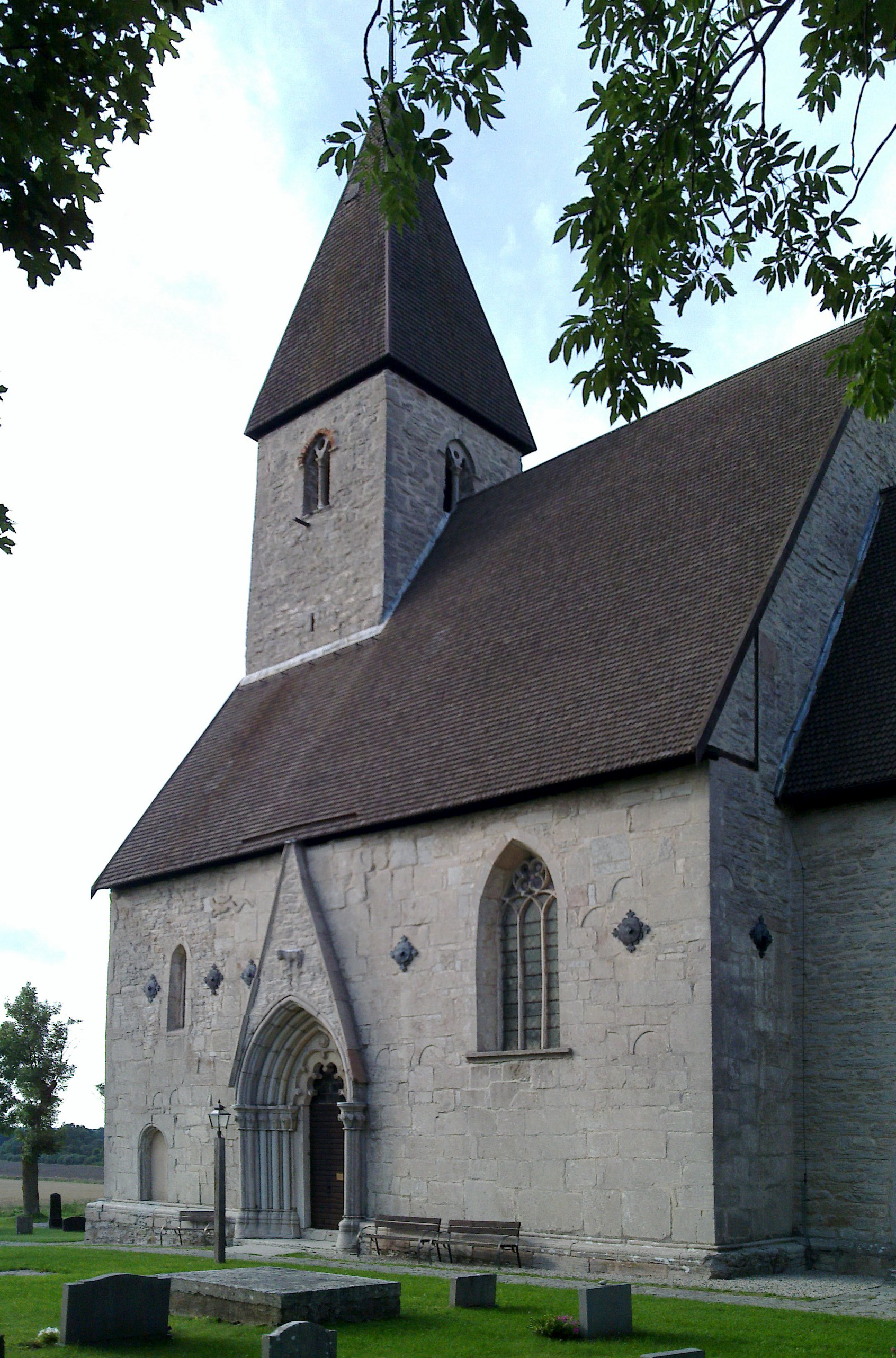
Kyrkan från sydöst
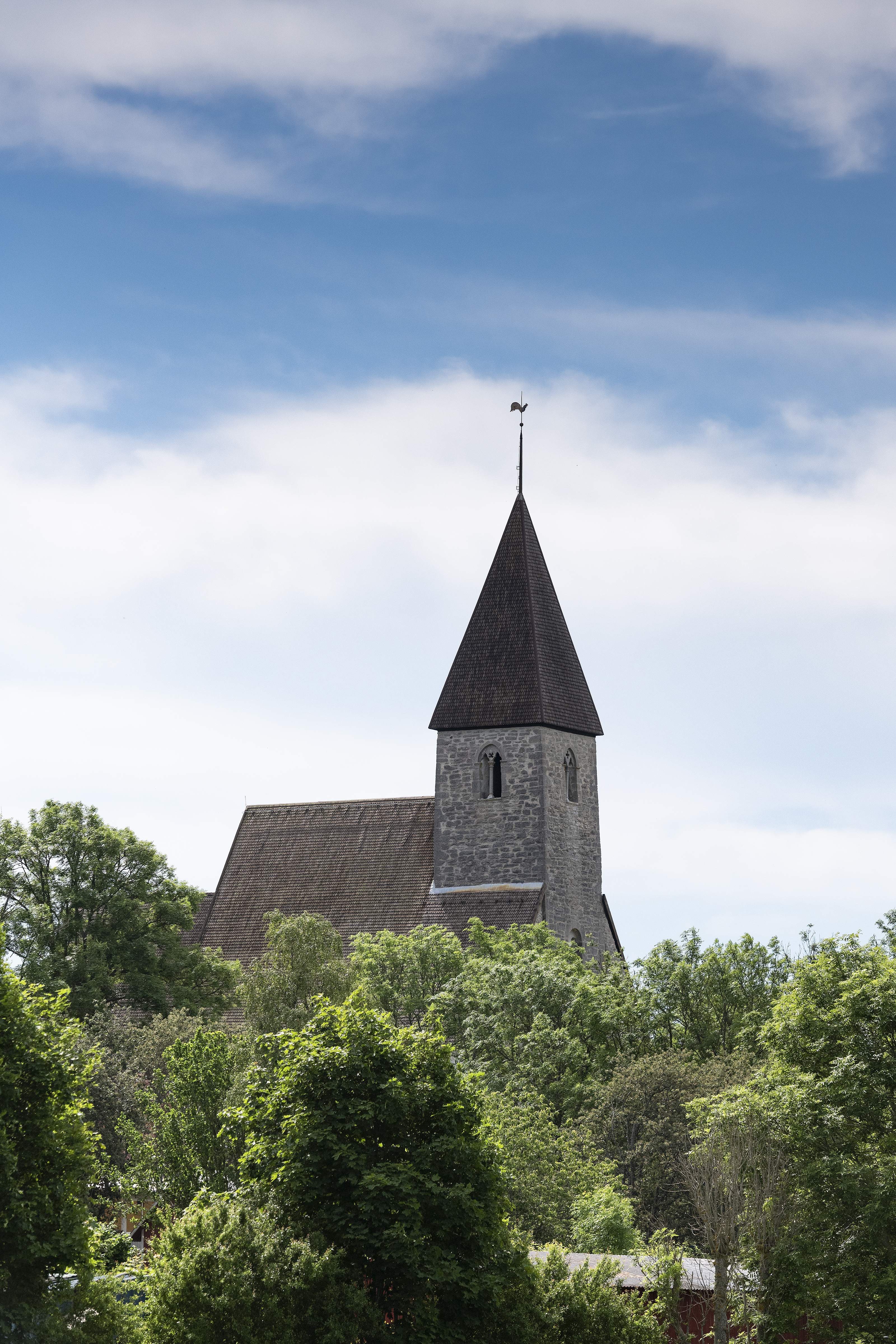
Exteriör från nordväst
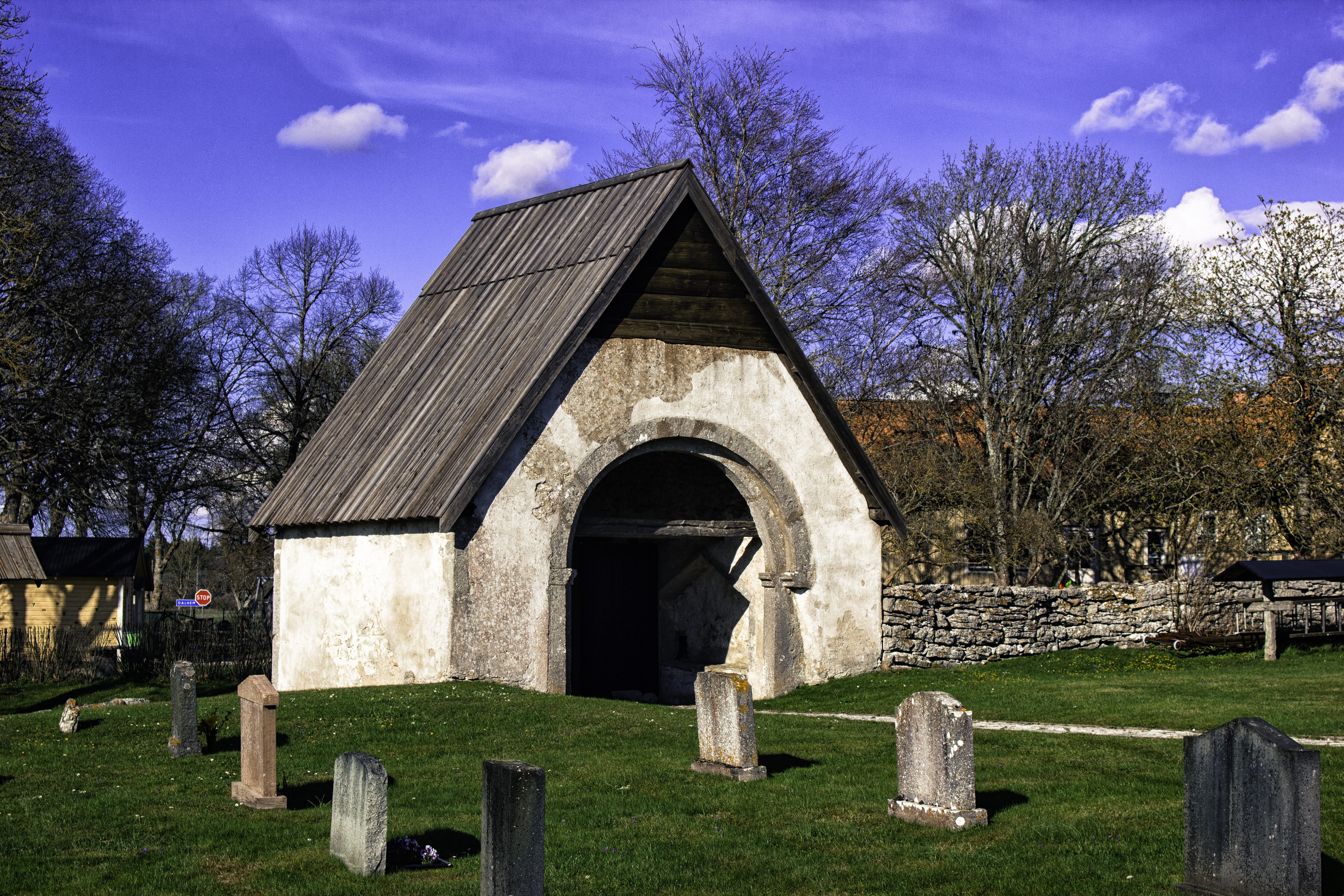
Stiglucka
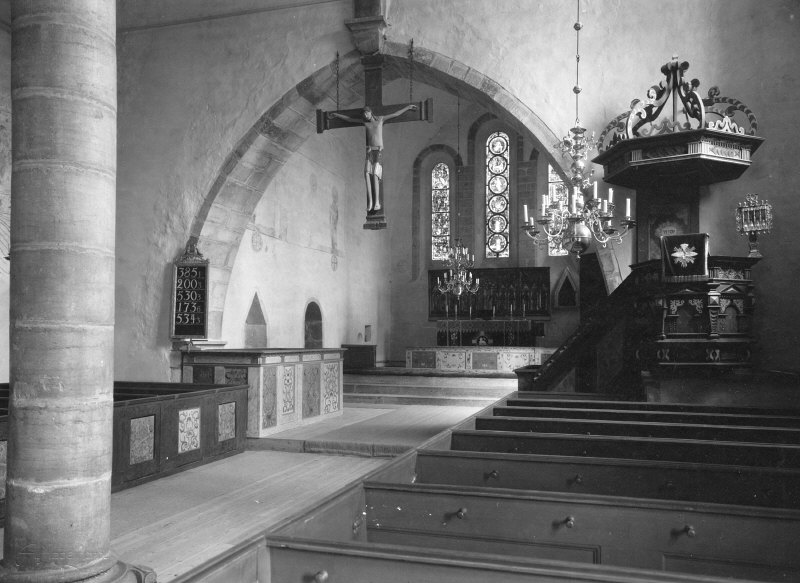
Interiör
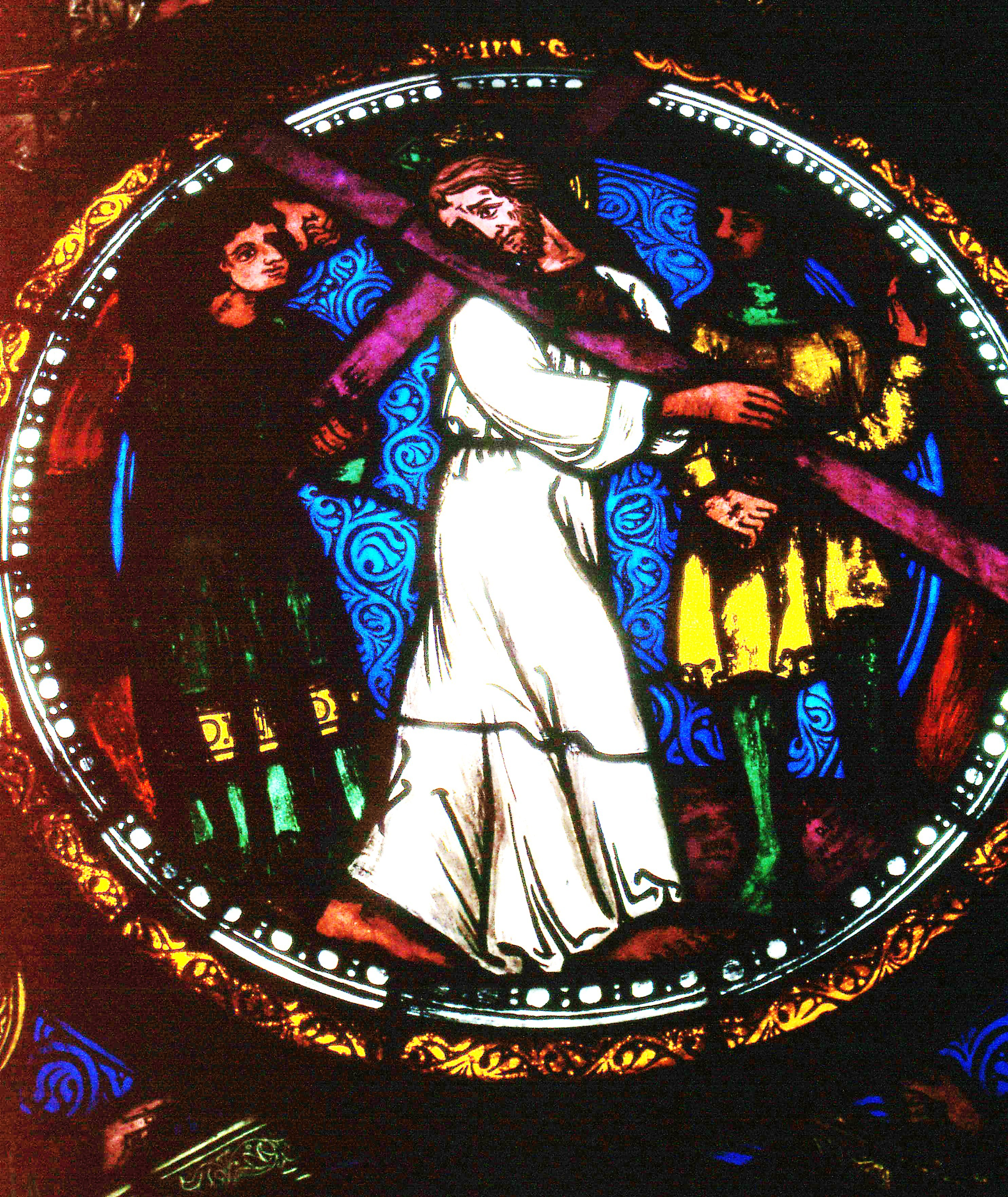
Glasmålning 1200-talet
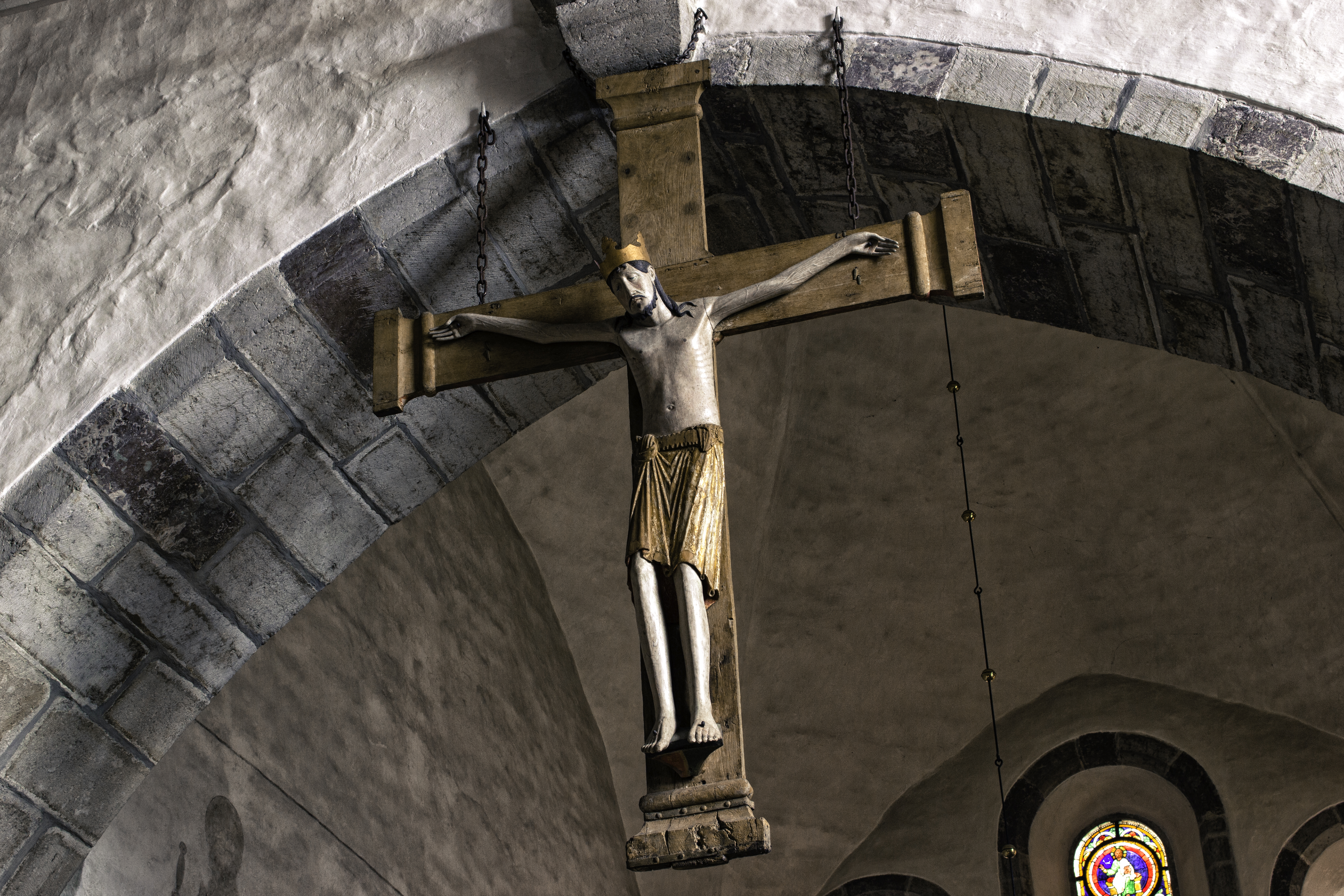
Triumfkrucifixet
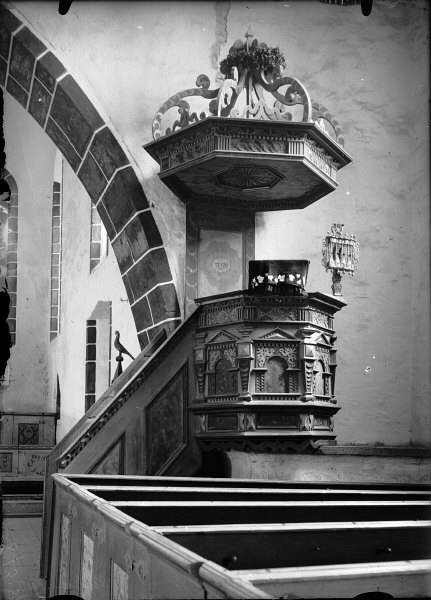
Predikstolen
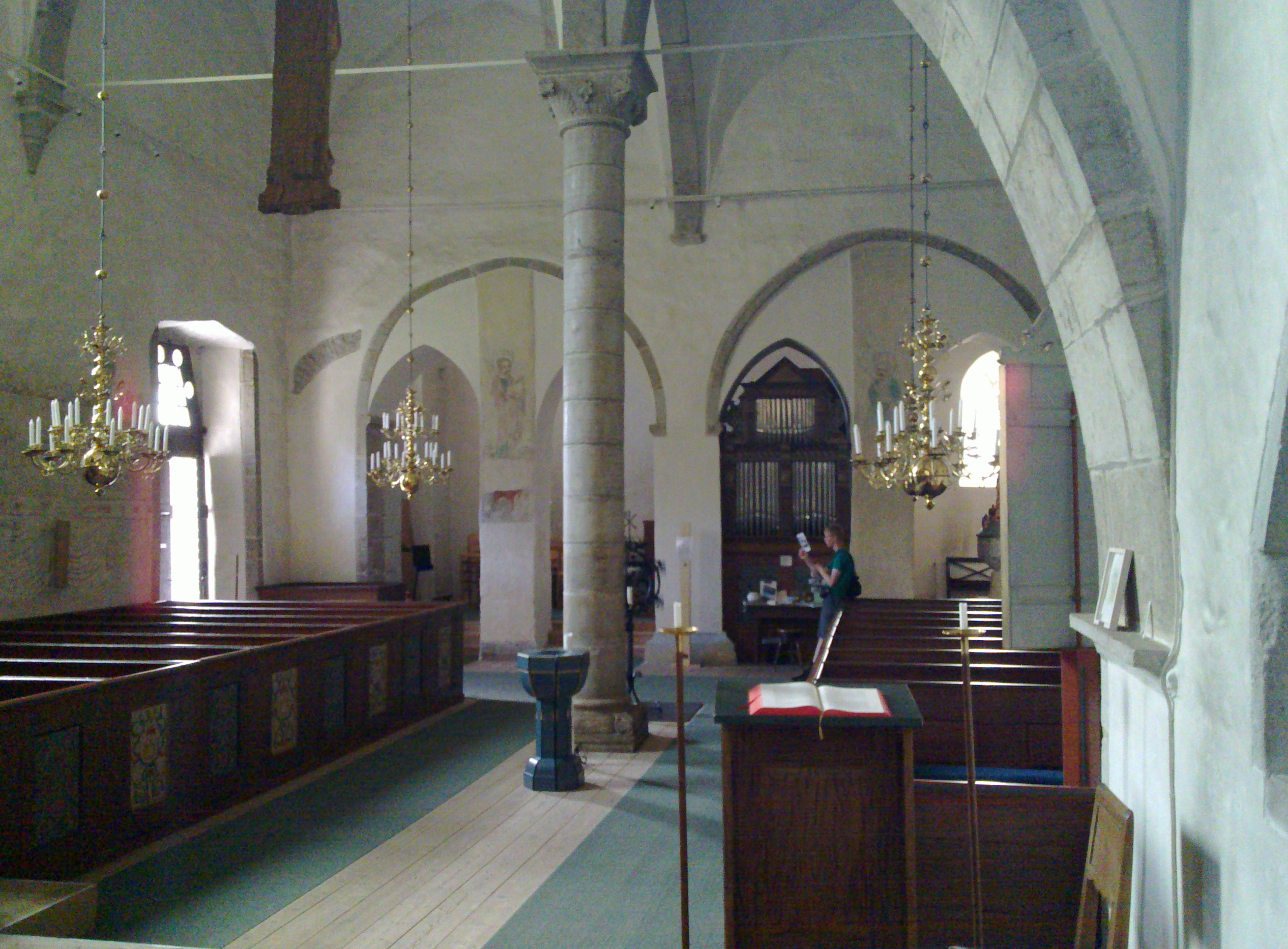
Kyrkorummet mot väster
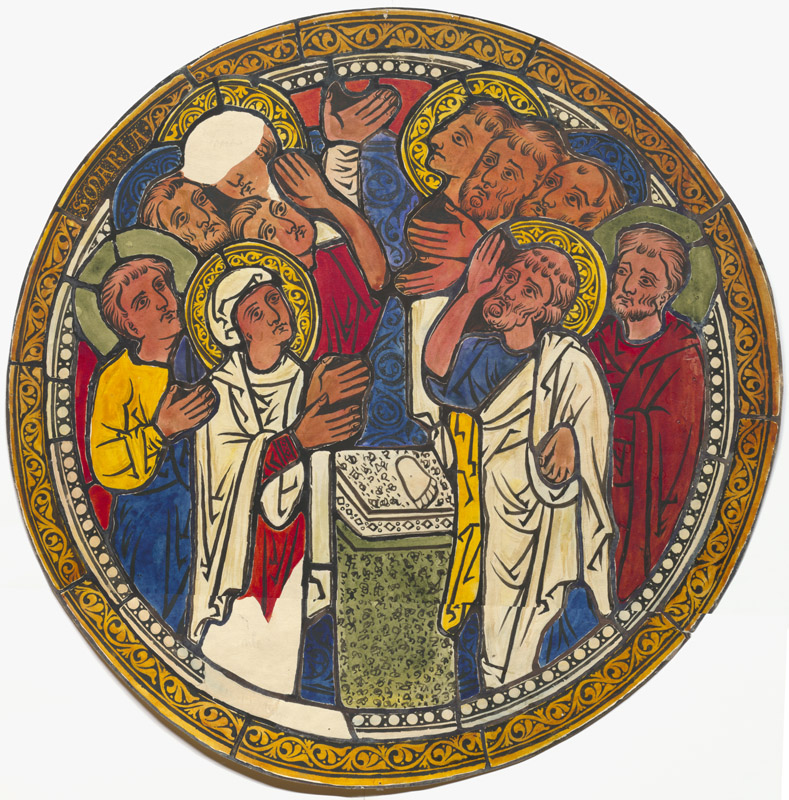
Akvarell av glasmålning